# Assala Nasri

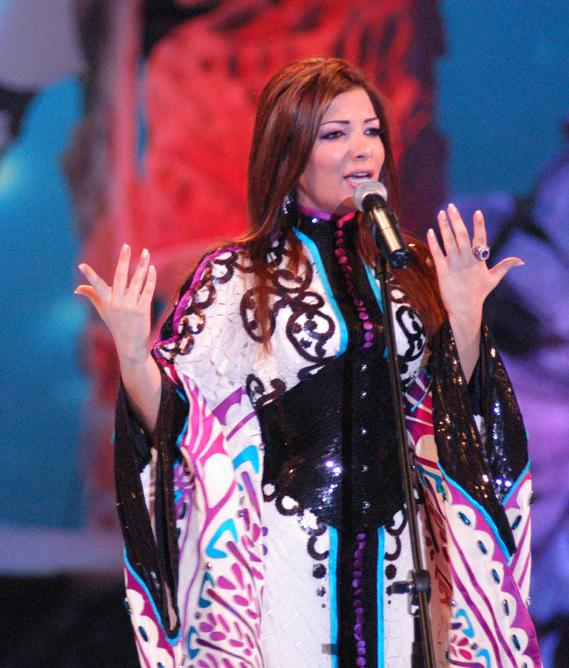
Assala Mostafa Hatem Nasri

Assala Mostafa Hatem Nasri (arabisch أصالة مصطفى حاتم نصري, DMG Aṣāla Muṣṭafā Ḥātim Naṣrī; auch Assalah und Asalah) (* 15. Mai 1969 in Damaskus) ist eine syrische Sängerin.

## Leben
Assala Nasri wuchs in einer bürgerlichen Mittelstandsfamilie in Damaskus auf. Ihr Vater Mostafa Nasri war ein bekannter syrischer Komponist und Sänger. Schon im Alter von vier Jahren begann Nasri bei öffentlichen Auftritten zu singen. 1986 starb ihr Vater nach einem Autounfall durch innere Blutungen. Sie musste sich nun im Alter von 17 Jahren zusammen mit ihrer Mutter um ihre vier jüngeren Geschwister kümmern. 1991 begann ihre professionelle musikalische Laufbahn.
Während des Bürgerkriegs in Syrien 2011 stellte sie sich gegen das Assad-Regime. Sie hat auf Dubai TV ihre eigene Sendung mit dem Titel „Soula“, dabei besuchen Gastmusiker Nasri in ihrer Wohnung.
Nasri hat die syrische und bahrainische Staatsbürgerschaft, ist Mutter von vier Kindern und in zweiter Ehe verheiratet mit dem US-amerikanisch-palästinensischen Geschäftsmann Tarek al Eryan.

## Diskografie

### Alben
| - 1990: Ya Sabra Yana - 1991: O'zorni - 1991: Ghayar Awi - 1992: Taw'am Al Rouh - 1993: Ighdab - 1994: Wala Tessadda’ - 1995: Rahal - 1996: Erja' Laha - 1997: Al Mushtaka - 1998: Alby Bayrtahlak - 1999: Ya Magnon - 2000: Yakhy Esaal - 2001: Moshtaah - 2002: Yamin Allah/Haqiqat Waqe'i - 2003: Ad El Horouf - 2004: Awgat | - 2005: Ady - 2006: Hayati - 2007: Sawaha Qalbi - 2008: Nos Hala - 2010: Qanon Kaifak - 2012: Shakhseya Aneeda - 2015: 60 De'ee'a Hayah - 2016: Alleg El Deneia - 2017: Mohatamma Bel Tafasil - 2019: Fi Orbak - 2020: Lilet Ramadan Maa Soula - 2020: La Testaslem - 2022: Shayfa Feek - 2023: Lehekt Nafsi - 2024: Thumma Ana |

### EPs
- 2022: La Tashkou Le Elnas

### Singles (Auswahl)
- 1999: Ya Magnon
- 2006: Aktar
- 2011: Mesh Faker Leeh (mit Rami Sabry)
- 2017: Ya A'alem
- 2019: Right Where I'm Supposed to Be (mit Avril Lavigne, Ryan Tedder, Luis Fonsi, Tamer Hosny & Hussain Al Jassmi)
- 2019: Gabo Serto
- 2020: Ethebbny
- 2021: Al Sourah
- 2021: Henain
- 2022: Shokran
- 2022: Ghalban
- 2022: Sid Lghram (mit Asma Lamnawar)
- 2023: Ma Aaraftik
- 2023: Fouq
- 2023: Manga
- 2023: Al Hob Al Abadi (mit Majid Al Mohandis)
- 2024: Sabab Farhety (mit Ahmed Saad)
- 2025: Mamnou